# Johan August Christian Gürtler
Johan August Christian Gürtler, född 2 november 1801 i Scotterij, död 30 januari 1843 i Svea livgardes församling, Stockholm, var en svensk valthornist vid Kungliga Hovkapellet i Stockholm. 

## Biografi
Johan August Christian Gürtler föddes 2 november 1801 i Scotterij. Han flyttade 1827 från Berlin till Svea livgardes församling, Stockholm. Han anställdes 1 oktober 1828 som valthornist vid Kungliga Hovkapellet i Stockholm och slutade 1 juli 1841. Gürtler gifte sig 21 januari 1834 med änkan Anna Margaretha Kjellberg (född Granlund). Han avled 30 januari 1843 i Svea livgardes församling, Stockholm.
Gürtler arbetade även som oboist vid Svea livgarde.